# Pavel Bulíček

Pavel Bulíček (* 1. května 1988 Hradec Králové) je český politik a softwarový analytik, člen České pirátské strany. V letech 2020 až 2024 vykonával funkci prvního náměstka hejtmana Královéhradeckého kraje, od podzimu 2018 do podzimu 2022 byl rovněž členem zastupitelstva města Hradec Králové. Působí jako krajský místopředseda Pirátů v Královéhradeckém kraji a jako předseda místního sdružení Pirátů v Hradci Králové.

## Život a profesní kariéra
Narodil se v Hradci Králové, kde vystudoval i tamní univerzitu (získal titul Bc.). Pracoval na různých projektových pozicích ve společnostech T-Mobile, ČSOB Pojišťovna nebo Unicorn.
Kromě toho působí jako dobrovolný hasič. Je velitelem družstva požární ochrany dobrovolných hasičů v Březhradě.

## První náměstek hejtmana Královéhradeckého kraje
Po krajských volbách na podzim 2020, kdy Piráti s Pavlem Bulíčkem jako lídrem skončili v Královéhradeckém kraji na třetím místě, nabídlo hnutí ANO 2021 Pirátům spolupráci a Bulíčkovi funkci hejtmana, kterou odmítl. Následně se stal prvním náměstkem hejtmana pro oblast investic, inovací a IT. V radě Královéhradeckého kraje a tedy součástí krajské koalice byli kromě Pirátů taky zástupci ODS, STAN, KDU-ČSL a Východočechů.
Ve funkci náměstka hejtmana se Bulíčkovi například podařilo zahájit rozsáhlou modernizaci nemocnice v Rychnově nad Kněžnou nebo spustit oceňovaný datový portál kraje.  Jako první náměstek hejtmana působil po celé volební období 2020 až 2024.

## Historie volebních výsledků
V komunálních volbách v roce 2014 kandidoval v Hradci Králové z 29. místa kandidátky Změna pro Hradec a Strana zelených s podporou Pirátů, ale neuspěl. Uskupení získalo dva mandáty.
V krajských volbách na podzim 2016, se o hlasy voličů ucházel z 3. místa kandidátky Piráti a Strana zelených + Změna pro Královéhradecký kraj. Tato kandidátka obsadila dvě místa v krajském zastupitelstvu. Bulíček mandát nezískal.
Na podzim 2018 byl komunálních volbách zvolen zastupitelem města Hradec Králové. Kandidoval na druhém místě samostatné kandidátky Pirátů. Piráti získali celkem pět mandátů a skončili v opozici.
V krajských volby na podzim 2020 byl jako lídr samostatné kandidátky Pirátů zvolen krajským zastupitelem a následně i prvním náměstkem hejtmana.
Pro krajské volby v roce 2024 byl opět zvolen lídrem samostatné kandidátní listiny Pirátů. Strana se však do zastupitelstva se ziskem 3,96 % hlasů nedostala. Bulíček tak skončil i ve funkci náměstka hejtmana.

## Krajský lídr pro sněmovní volby 2025
Ve volbách do Poslanecké sněmovny PČR v roce 2025 je lídrem Pirátů v Královéhradeckém kraji. Jeho prioritou je reforma antimonopolního úřadu, aby rozhodoval rychleji a transparentněji při odvoláních u veřejných zakázek. To by mělo například urychlit přípravu výstavby dálnic.